# Ciara Peelo
Ciara Peelo (Dublín, 1 de octubre de 1979) es una deportista irlandesa que compitió en vela en la clase Laser Radial.
Ganó una medalla de bronce en el Campeonato Mundial de Laser Radial de 2002 y una medalla de bronce en el Campeonato Europeo de Laser Radial de 2004.

## Palmarés internacional
| \| Campeonato Mundial \| Campeonato Mundial \| Campeonato Mundial \| Campeonato Mundial \| \| Año \| Lugar \| Medalla \| Clase \| \| ------------------ \| -------------------- \| ------------------ \| ------------------ \| \| 2002 \| Fort Erie (Canadá) \| Medalla de bronce \| Laser Radial \| \| Campeonato Europeo \| \| \| \| \| Año \| Lugar \| Medalla \| Clase \| \| 2004 \| Bangor (Reino Unido) \| Medalla de bronce \| Laser Radial \| |                      |                   |              |
| Campeonato Mundial |                      |                   |              |
| Año | Lugar                | Medalla           | Clase        |
| 2002 | Fort Erie (Canadá)   | Medalla de bronce | Laser Radial |
| Campeonato Europeo |                      |                   |              |
| Año | Lugar                | Medalla           | Clase        |
| 2004 | Bangor (Reino Unido) | Medalla de bronce | Laser Radial |